# Michele Gelsi
Michele Gelsi (Capoliveri, 7 settembre 1968) è un allenatore di calcio ed ex calciatore italiano, di ruolo centrocampista.

## Carriera

### Giocatore
Ha debuttato in Serie A, all'età di diciassette anni e un giorno, nella Fiorentina. Ha poi militato in Serie B nel Parma, nel Perugia (con gli umbri protagonista del gol del pareggio in Siracusa-Perugia gara coinvolta da illecito sportivo tra il patron umbro Luciano Gaucci e l'arbitro della gara), nel Ravenna e nel Livorno. Gelsi è però ricordato maggiormente per aver legato il suo nome al Pescara, nelle cui file ha giocato per nove anni, diventandone capitano e bandiera, il secondo nella classifica di presenze alle spalle di Ottavio Palladini.
In Serie A è stato pure nella rosa dell'Udinese, dove segnò una rete.
Nel 2001 è stato il secondo giocatore italiano, dopo Roberto Donadoni, a trasferirsi nel campionato dell'Arabia Saudita: si accasò infatti nell'Al-Ittihad di Jeddah, squadra allenata da Giuseppe Dossena.
Ha concluso la carriera nei professionisti in Serie C1, dopo una stagione all'Arezzo e una al Mantova. Ha poi continuato ancora un'annata tra le file della R.C. Angolana, in Serie D, fino al 2006.

### Allenatore
Il 14 dicembre 2015 subentra a Francesco Giorgini sulla panchina del Giulianova, in Serie D.. Nel febbraio 2017 subentra a Fabio Montani sulla panchina del Francavilla, in Eccellenza, ma è stato esonerato il 27 marzo per mancanza di risultati.

## Palmarès

### Giocatore

#### Competizioni nazionali
- Campionato italiano Serie C1: 2

Livorno: 2001-2002 (girone A)
Arezzo: 2003-2004 (girone A)
- Supercoppa di Lega di Serie C: 1

Arezzo: 2004